# Handball-Bayernliga 1976/77
Die Saison 1976/77 der Handball-Bayernliga war die neunzehnte Spielzeit der höchsten bayerischen Handballliga, die als dritthöchste Spielklasse im deutschen Ligensystem eingestuft war.  

## Saisonverlauf
Die Meisterschaft gewann TuSpo Nürnberg, der damit auch das Aufstiegsrecht zur zweitklassigen Regionalliga erhielt. Die Absteiger waren der TSV Allach 09 und der VfL Bad Neustadt.

### Teilnehmer
Neu in der Liga waren der TSV Marktoberdorf und der VfL Wunsiedel, beides Aufsteiger aus der Landesklasse Bayern. Nicht mehr dabei sein konnten der TSV Schongau 1863 und der TSV 1860 Ansbach, sie waren die Absteiger in die bayerische Landesklasse und die TG Würzburg als Aufsteiger in die Regionalliga.

### Modus
Es wurde eine Hin- und Rückrunde gespielt. Platz eins war der Bayerischer Meister mit Aufstiegsberechtigt, die Plätze neun und zehn waren die Absteiger, die den Weg in die Verbandsliga 1977/78 antreten mussten.

### Abschlusstabelle

Bereich des „Bayer. Handballverbandes“ (BHV)

Saison 1976/77 
|     | Mannschaft                 | Spiele | Punkte |
| --- | -------------------------- | ------ | ------ |
| 1.  | TuSpo Nürnberg             | 18     | 31:5   |
| 2.  | FC Augsburg (Handball) (N) | 18     | 26:10  |
| 3.  | TSV 1861 Zirndorf          | 18     | 20:16  |
| 4.  | TSV 1846 Lohr (N)          | 18     | 20:16  |
| 5.  | Regensburger TS            | 18     | 18:18  |
| 6.  | TB 1888 Erlangen           | 18     | 17:19  |
| 7.  | FC Bayern München          | 18     | 17:19  |
| 8.  | TV 1848 Erlangen (N)       | 18     | 15:21  |
| 9.  | TSV Allach 09              | 18     | 13:23  |
| 10. | VfL Bad Neustadt           | 18     | 3:33   |

(N) = Neu in der Liga (Aufsteiger) 

 Meister und für die Handball-Regionalliga 1977/78 qualifiziert
  „Für die Bayernliga 1977/78 qualifiziert“ 
  „Absteiger“